# ゲンティンハイランド

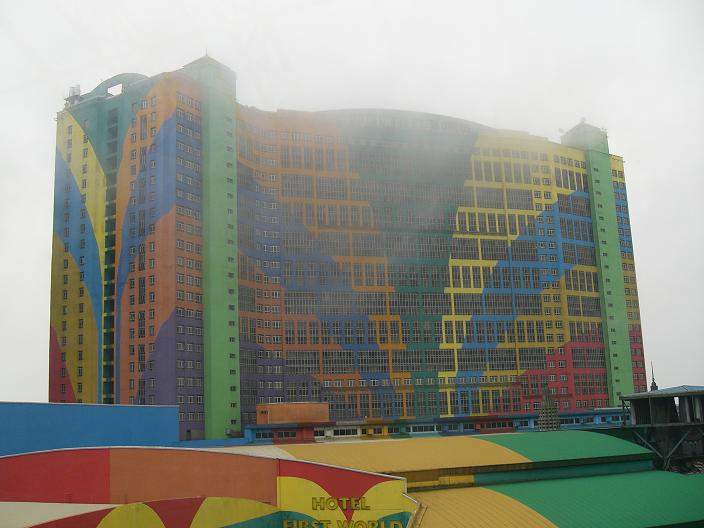
ゲンティンハイランドのホテル

ゲンティンハイランド（Genting Highland、中国語 雲頂高原）はマレーシアのクアラルンプールから東へ約1時間、パハン州にある標高約1,700mの高原リゾート。ゲンティン・グループが保有するカジノと遊園地、ゴルフコースがある一大高原リゾート。

## 概要
マレーシアのラスベガスとも称される高原リゾート。マレーシアで唯一政府公認カジノであり、マレーシアのみでなく、シンガポール、中国ほかアジア中から観光客が訪れる。ゲンティンとその子会社によるホテルも多数あり、特にファーストワールドは7351室を誇る巨大ホテル。イスラム教徒は賭博をすることができないこともあり、カジノ以外にインドア・アウトドアテーマパークやショッピングモール、ゴルフ場があり、イスラム教徒でも楽しめるリゾートになっている。コンサートホール、コンベンションセンターもあり、観光客は世界各地からやってくる。
周辺は100万年前の熱帯雨林が残っており、ゲンティンハイランドへのロープウェイ（ゲンティンスカイウェイ）からは、眼下に見ることができる。
標高が1,700mであるため、気温は年中14℃～25℃で非常に涼しい。熱帯の中の冷涼な気候から、高原自体が雲に隠れることが多い。
クアラルンプールの人々は、熱帯の街からこの冷涼な気候を求めて日々やってくることが多く、特に若者はクアラルンプールの街で着る事がほとんどない長袖シャツや冬用ジャケットなどを着ることができ、ゲンティンハイランド用のファッションにも気を使っている。

## 歴史

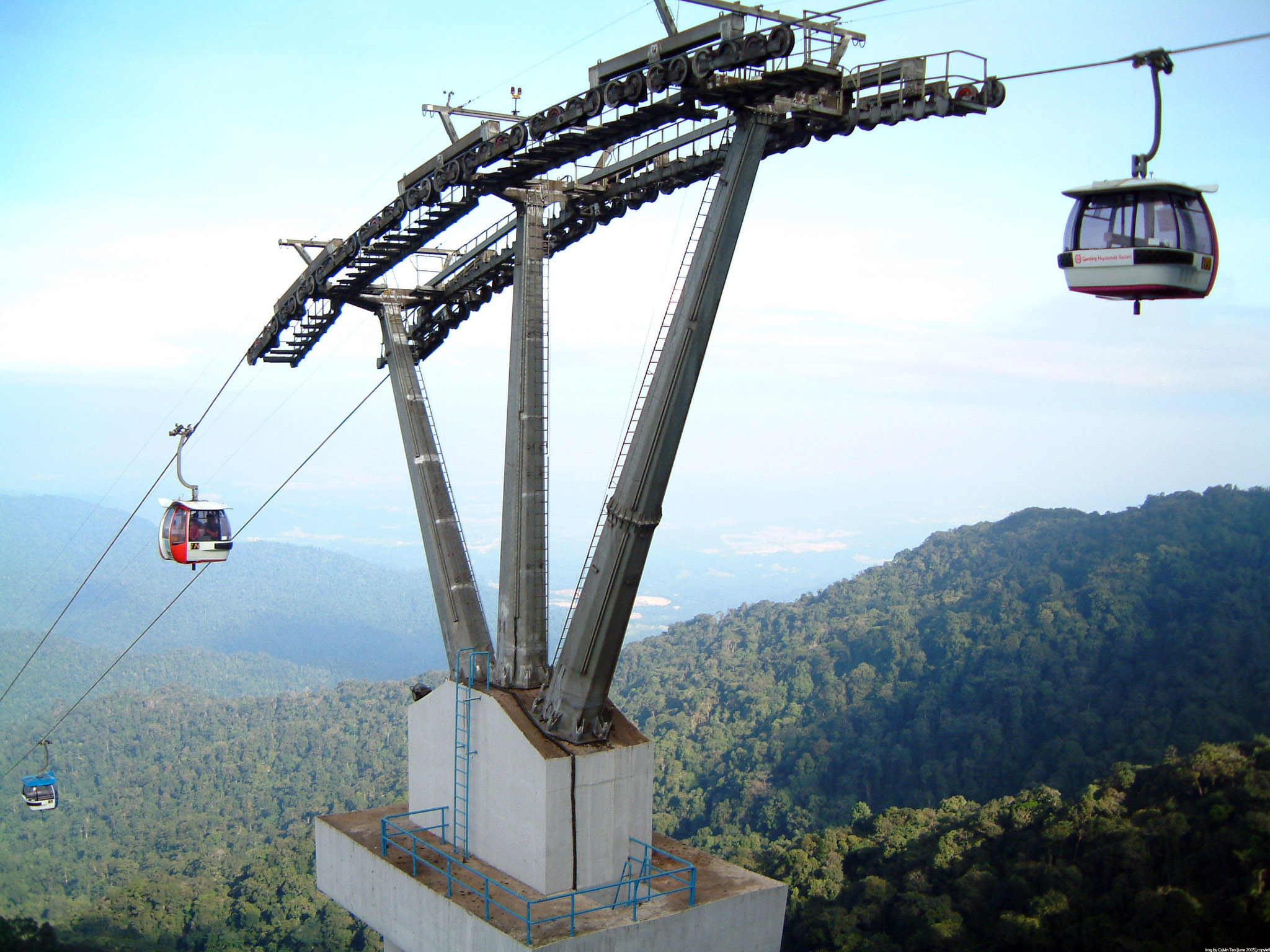
ゲンティンハイランドのスカイウィイ

- 1964年 林梧桐がキャメロンハイランドから、熱帯の中の高原リゾートを発想する
- 1965年 Tan Sri Haji Mohammed Noah bin Omar と林梧桐がゲンティンハイランド株式会社を4月27日に発足
- 1965-1970年の間にパハン州の12,000エーカーと2,800エーカーの土地を、パハン州とスランゴール州から譲渡される
- 1969年 当時の首相トゥンク・アブドゥル・ラーマンにより、ハイランドホテルの竣工を宣言
- 1971年 ゲンティンハイランドで最初のホテル「ハイランドホテル」がオープン（現在はテーマパークホテルとなっている）
- その後もホテル建設、拡張を続け、一大リゾートに変貌
- 1997年 ゲンティンスカイウェイが営業開始。
  - ゲンティンハイランド頂上までの3.8km区間を時速21kmで結び、東南アジアで最長のロープウェイとして認定される。